# هيرمان هاكمان
هيرمان هاكمان (11 أكتوبر 1913 - 20 أغسطس 1994) مجرم حرب ألماني، كابتن في قوات الأمن الخاصة النازية في معسكرين للإبادة خلال الحرب العالمية الثانية. وكان ضابط اتصال هاتفي في معسكر اعتقال بوخنفالد، وقائد الحرس المسؤول عن ما يسمى بالاحتجاز الوقائي في معسكر اعتقال مايدانيك في بولندا التي تحتلها ألمانيا. تم وصف هاكمان بأنه رجل وحشي ولديه حس هزيل من الفكاهة، وقد تمت مكاكمته ثلاث مرات. في المرة الأولى، كان يحاكم بتهمة القتل وحكم عليه بالإعدام من قبل القاضي جورج كونراد مورغن. هرب هاكمان من العقوبة وتم إجلاؤه بواسطة الغيستابو. 